# 神木イエス・キリスト教会
神木イエス・キリスト教会（しぼくイエス・キリストきょうかい）は、神奈川県川崎市にあるプロテスタントの単立教会。ノア・ミュージック・ミニストリーで有名。

## 沿革
伝統的なキリスト教のプロテスタントに属する教会で、現主任牧師の三谷和司師が関西学院大学神学部とクライスト・フォー・ザ・ネイションズを卒業後、1984年、川崎市宮前区神木の地(現　宮前チャペル）に教会を建て、教会活動をスタート。1993年、静岡県掛川市に掛川チャペルを献堂（現　掛川チャペル　牧師に石原保彦師を任命。）2004年、横浜市青葉区新石川に（現　青葉チャペル）を献堂。